# 10925 Ventoux
10925 Ventoux è un asteroide della fascia principale. Scoperto nel 1998, presenta un'orbita caratterizzata da un semiasse maggiore pari a 2,6194150 UA e da un'eccentricità di 0,0600655, inclinata di 2,47147° rispetto all'eclittica.
L'asteroide è dedicato al Mont Ventoux, montagna della Provenza.